# Понцирус
Понци́рус (лат. Poncirus) — монотипный род листопадных кустарников из подтрибы цитрусовых (Citrinae) семейства Рутовые (Rutaceae), представленный единственным видом Понци́рус трёхлисто́чковый (лат. Poncirus trifoliata), или трифолиата.
Ряд источников не выделяют отдельный род, а рассматривают вид в составе рода растений Цитрус (Citrus) (в его широком понимании), известный как Лимон трёхлисточковый (лат. Citrus trifoliata) семейства Рутовые (Rutaceae).

## Распространение
Родиной понцируса трёхлисточкового считается Центральный Китай и Гималаи. Культивируется в Японии, Австралии, Аргентине, США и многих других странах, в том числе на Черноморском побережье Кавказа.

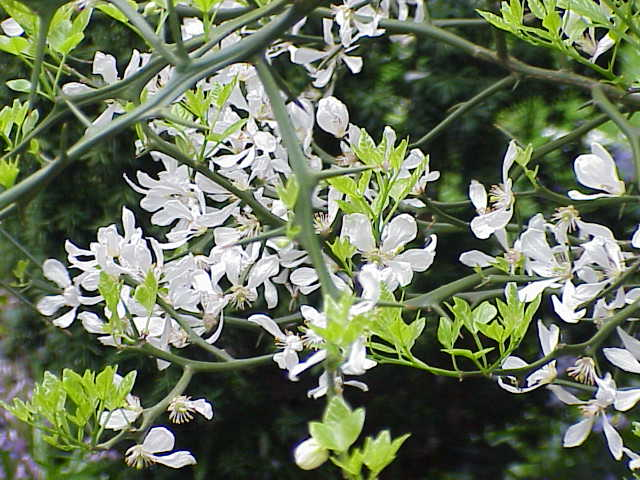
Цветущий понцирус трёхлисточковый

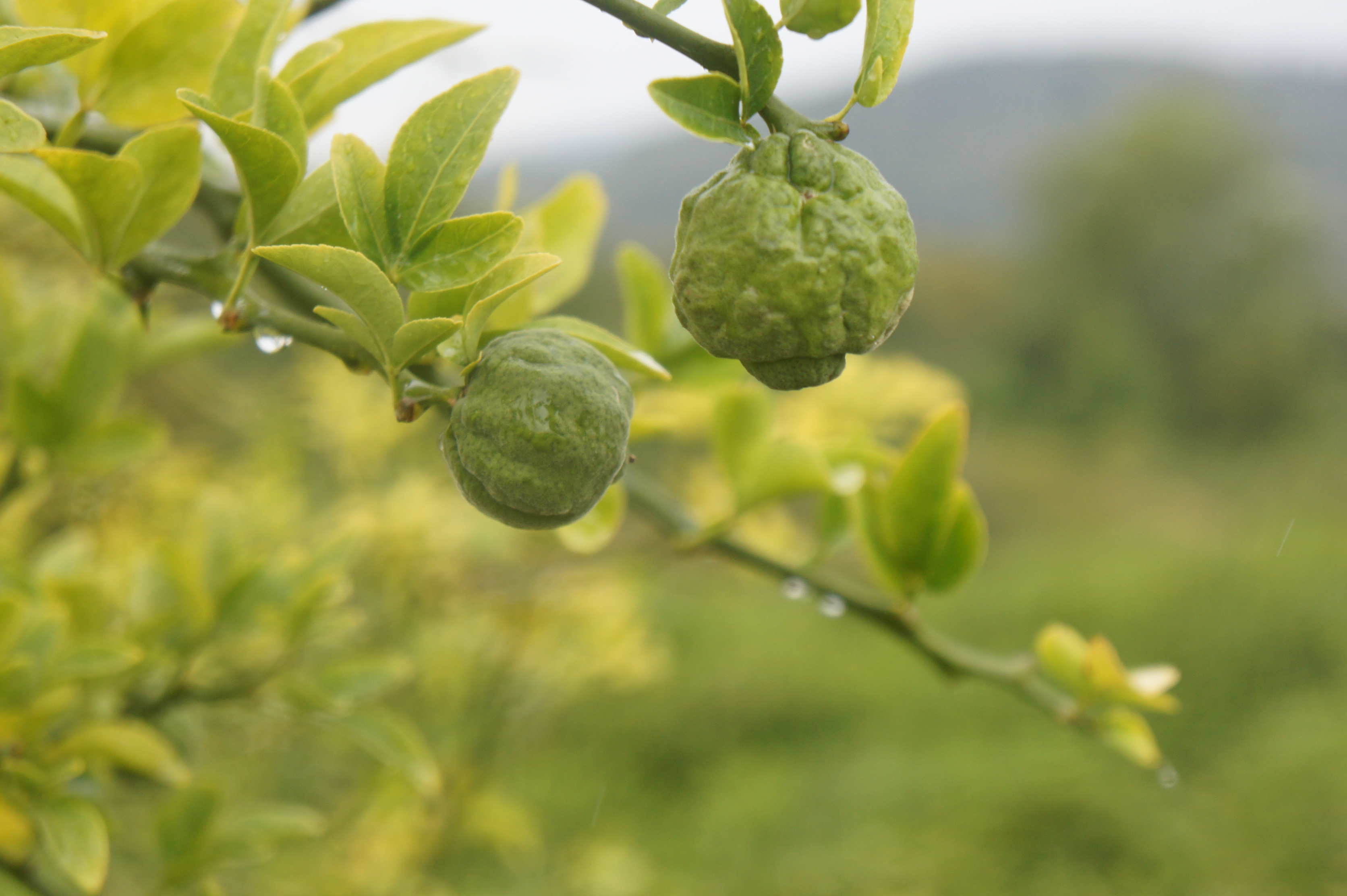
Зеленые плоды понцируса трёхлисточкового

## Ботаническое описание
Кустарник или небольшое деревце с шатровидной кроной. Молодые однолетние побеги голые, зелёные, с пазушными колючками длиной 1—3 см, на более старых ветвях кора зеленовато-серая. Почки маленькие, почти круглые.
Листья тройчатые, с обратнояйцевидными сидячими листочками, из которых центральный длиной около 5 см, а боковые около 3 см. Листовые пластинки голые, кожистые, тускло-желтовато-зелёные, края листочков городчатые. Черешки крылатые. Расположение листьев на побегах очерёдное.
Цветки обоеполые, белые, почти сидячие, диаметром 3—8 см, c 4—5 сросшимися у основания чашелистиками и 4—5 продолговато-обратнояйцевидными лепестками, суженными в ноготок. Тычинки свободные, 8—10 штук.
Плод — шаровидный гесперидий диаметром 4—6 см золотисто жёлтого цвета, с мягкой коркой, густо покрытой бархатистым пушком. Корка трудно отделяется от мякоти. Мякоть горько-кислая, несъедобная.

## Применение
Понцирус трёхлисточковый — один из самых холодостойких представителей цитрусовых, выносит понижение температуры до —18—20°С. Он также устойчив к возбудителям некоторых грибковых болезней, таких как тристеза и ксилопорозис. Благодаря этим качествам он широко используется в качестве карликового подвоя для различных видов цитрусовых (апельсин, мандарин и др.), а также в селекции.
Понцирус свободно скрещивается с видами рода Цитрус (Citrus), гибриды обычно стерильны. Созданы такие гибриды понцируса, как цитранж (понцирус × апельсин), цитранжкват (понцирус × апельсин × кинкан), цитранждарин (понцирус × мандарин), цитрамон (растение) (понцирус × лимон), сатсуманжи (понцирус × японский мандарин) и др.
Гибриды понцируса являются хорошими подвоями для цитрусовых. Плоды их не используются в свежем виде из-за неприятного привкуса, но годятся для технологической переработки и изготовления витаминных тонизирующих напитков.
Понцирус используется также в качестве декоративного растения, в том числе для живых изгородей.